# 涂善东
涂善东（1961年11月—），男，籍贯广东大埔，生于福建永定，中国化工装备安全技术专家，华东理工大学机械与动力工程学院教授，中国工程院院士。

## 生平
1988年于南京化工学院化工机械专业获工学博士学位，
2006年6月至2015年7月担任华东理工大学副校长。